# Трупники
Трупники (лат. Saprinus) — род жуков-карапузиков из подсемейства Saprininae.

## Описание
Бока переднеспинки и надкрылий всегда с явственной пунктировкой. Передний край переднегруди явственно округлён, её средняя часть не резко килевидная.
Трупники имеют короткое, толстое тело. Конечный членик челюстных щупальцев цилиндрический, такой же длины как 2 предыдущие вместе. Внешний край передних голеней зубчатый или шиповатый. Многочисленные виды трупников питаются навозом и гниющими грибами.

## Виды
Некоторые виды рода:
- Saprinus acuminatus (Fabricius, 1798)
- Saprinus algericus (Paykull, 1811)
- Saprinus beduinus Marseul, 1862
- Saprinus bonnairii Fairmaire, 1884
- Saprinus brenskei Reitter, 1884
- Saprinus cruciatus (Fabricius, 1792)
- Saprinus cyprius Dahlgren, 1981
- Saprinus detersus (Illiger, 1807)
- Saprinus externus (Fischer de Waldheim, 1823)
- Saprinus figuratus Marseul, 1855
- Saprinus godet (Brullé, 1832)
- Saprinus gomyi Secq & Secq, 1995
- Saprinus lugens Erichson, 1834
- Saprinus lutshniki Reichardt, 1941
- Saprinus mastersii W.J. Macleay, 1871
- Saprinus melas Küster, 1849
- Saprinus moyses Marseul, 1862
- Saprinus niger Motschulsky, 1849
- Saprinus nobilis Wollaston, 1864
- Saprinus ornatus Erichson, 1834
- Saprinus pastoralis Jacquelin du Val, 1852
- Saprinus prasinus Erichson, 1834
- Saprinus proximus Wollaston, 1864
- Saprinus semistriatus (Scriba, 1790)
- Saprinus strigil Marseul, 1855
- Saprinus stussineri Reitter, 1909
- Saprinus subvirescens (Ménétries, 1832)
- Saprinus turcomanicus Ménétries, 1848
- Saprinus vermiculatus Reichardt, 1923